# Bleasdalea lutea
Bleasdalea lutea là một loài thực vật có hoa trong họ Quắn hoa. Loài này được (Guillaumin) A.C.Sm. & J.E.Haas miêu tả khoa học đầu tiên năm 1975.